# Glienicker Brücke

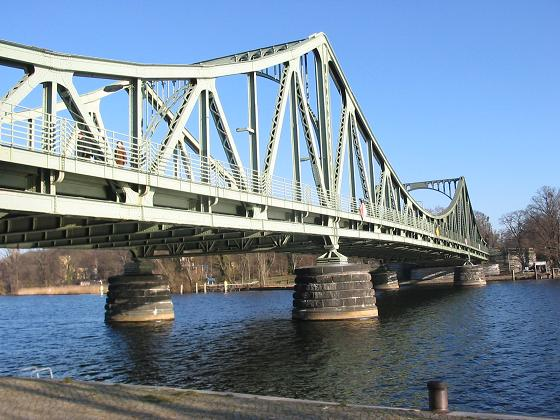
Glienicker Brücke

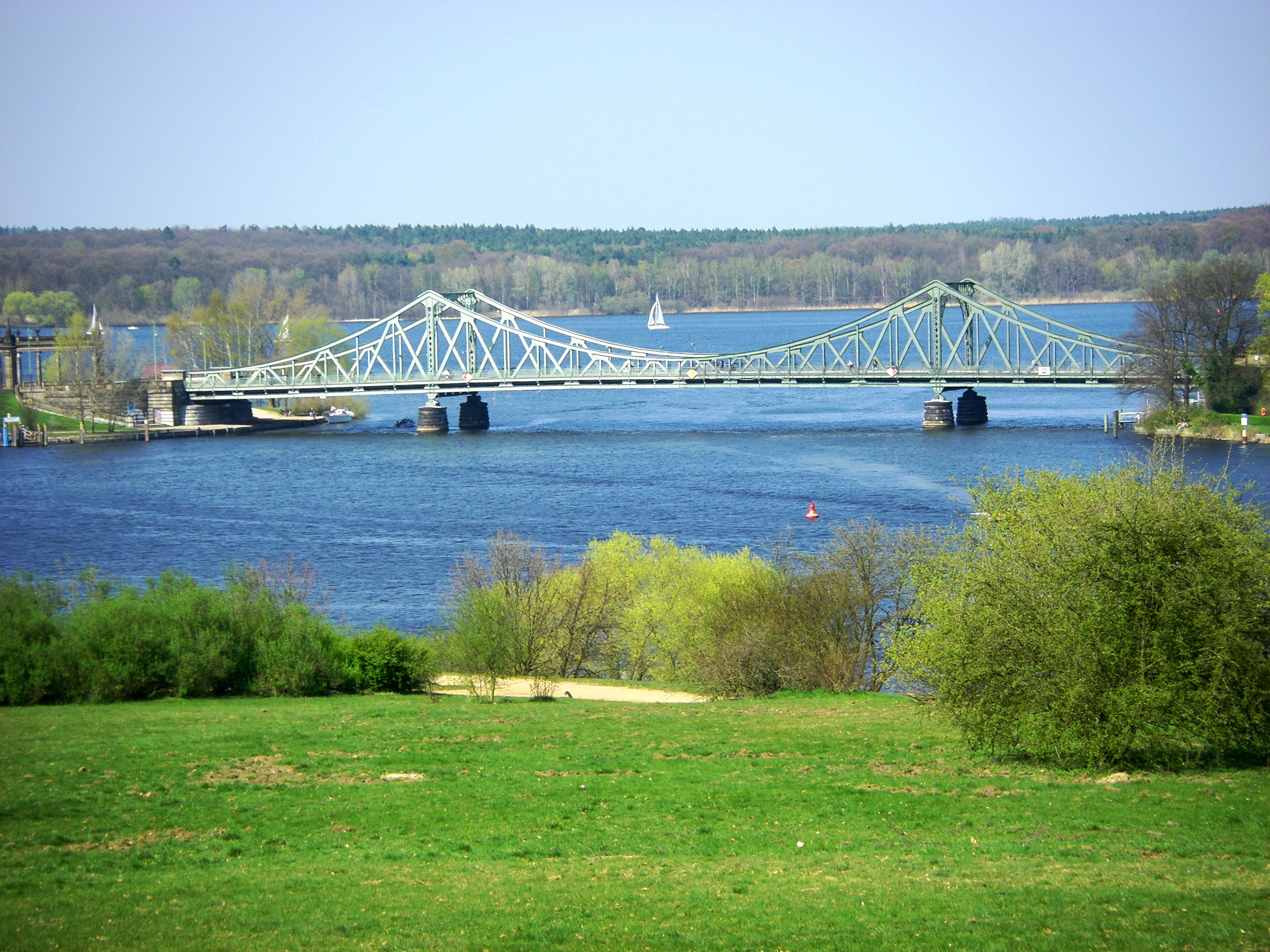
Glienicker Brücke från Park Babelsberg

Glienicker Brücke är en bro i Tyskland som förbinder stadsdelen Berliner Vorstadt i staden Potsdam i Brandenburg med stadsdelen Wannsee i Berlin, över floden Havel. Havel vidgar sig norr om bron till Jungfernsee och söder om bron till Glienicker Lake. Bron är del av förbundsvägen Bundesstrasse 1.
Mellan 1945 och 1990 var bron gränsbro mellan Västberlin och Östtyskland, där flera utbyten av tillfångatagna agenter skedde under kalla kriget. Från 1952 till 1989 var bron stängd för civil trafik.

## Historia

### Tidigare broar

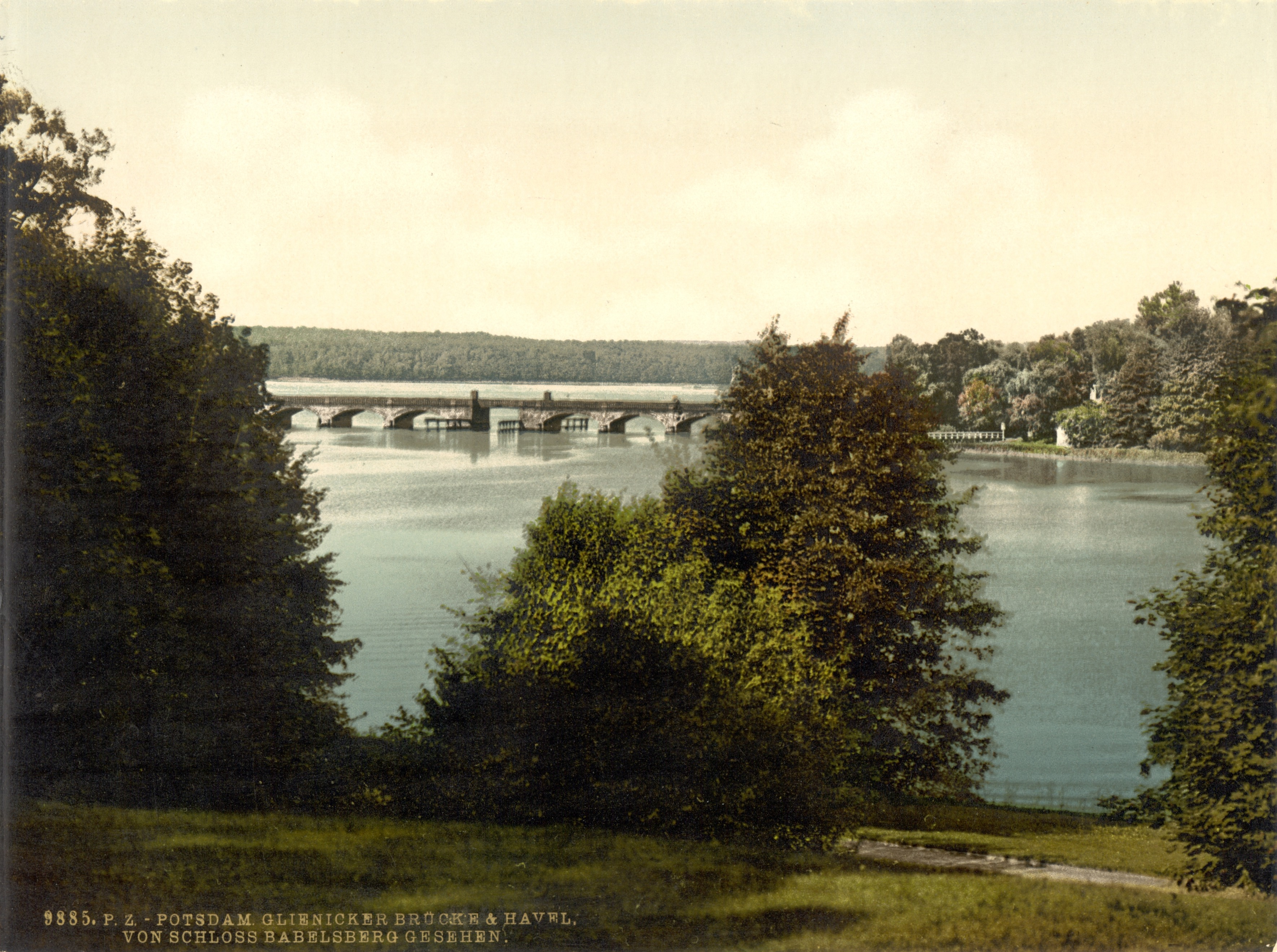
Den tidigare bron av Karl Friedrich Schinkel, avbildad omkring år 1900.

Bron är den fjärde bron på platsen. Den första träbron uppfördes 1660, och användes då av adliga jaktsällskap på vägen mellan Potsdam och jaktmarkerna öster om floden. I mitten av 1700-talet drogs postvägen mellan Berlin och Potsdam över bron, så att bron öppnades för allmän vägtrafik, vilket ledde till att bron ett par årtionden senare behövde ersättas med en ny träbro på grund av det ökade slitaget. 1831 påbörjades konstruktionen av en stenbro, ritad av Karl Friedrich Schinkel, och den nya bron invigdes 1835 i närvaro av tsaritsan Alexandra Feodorovna av Ryssland.

### Uppförande
Efter att Teltowkanalen färdigställts 1906 blev kanal- och vägtrafiken för stor för den gamla schinkelska brons kapacitet, och den revs därför trots försök att bevara den som byggnadsminne. Bron ersattes av en stålbro som invigdes 1907. Fram till 1916 gick en spårvägslinje från Potsdam över bron till det östra brofästet, men denna ersattes senare av busstrafik mellan Berlin och Potsdam. På 1930-talet blev bron del av Reichsstrasse 1, nuvarande Bundesstrasse 1, och bron breddades för att klara den ökade trafiken. Under slutstriderna omkring Berlin 1945 skadades bron, och ersattes temporärt av en träbro efter krigsslutet. 1947–1949 återuppbyggdes de förstörda delarna av bron, då bredden åter reducerades för att förbättra hållfastheten.

### Gränsbro och utväxlingar av fångar under kalla kriget
Glienicker Brücke låg efter andra världskriget på gränsen mellan den amerikanska sektorn i Västberlin och den sovjetiska sektorn i Östtyskland. Från 1952 var bron spärrad för civil trafik, och användes enbart av ockupationsmakternas militär samt av personer med särskilt tillstånd. 1961 uppfördes Berlinmuren vid bron, med ökade säkerhetsåtgärder för att förhindra civila från att passera.
Bron är känd som platsen där utväxlingar av spioner mellan Östblocket och Västmakterna genomfördes under Kalla kriget.
Första kända utväxlingen genomfördes den 20 februari 1962. Amerikanske Gary Powers (pilot på ett spaningsflygplan över Sovjetunionen 1960) byttes då mot sovjetiske Rudolf Abel (gripen för spioneri i USA 1957 under namnet Vilyam Fischer).
Andra utväxlingen genomfördes den 22 april 1964 då brittiske Greville Wynne byttes mot sovjetiske Konon Molody.
Den 11 juni 1985 byttes fyra spioner för östsidan mot 23 politiska fångar från östtyska fängelser.
Den sista kända utväxlingen genomfördes den 11 februari 1986, då dissidenten Anatolitj Sjtjaranski och tre andra byttes mot fem spioner, bland andra det tjeckiska KGB-agentparet Hana och Karel Köcher.
Den 11 mars 1988 genomfördes en flykt genom Berlinmuren över bron, då tre Potsdambor tog sig genom avspärrningarna i en stulen lastbil. I samband med Berlinmurens fall i november 1989 öppnades avspärrningarna.

### Film och TV
- Unter den Brücken. Spelfilm 1944/1945, regi: Helmut Käutner, produktion: UFA
- Operationsgebiet DDR. Endstation Glienicker Brücke. Dokumentär, 45 min., ein Film von Jürgen Ast und Martin Hübner, produktion: MDR, 23 november 2004, Endstation Glienicker Brücke
- Vom Bürgerfest auf der Glienicker Brücke. RBB, 10 november 2009
- Berliner Glienicker Brücke feiert 100. Geburtstag. Tagesthemen, 16 november 2007.
- Der Basar der Schlapphüte. I: Berliner Kurier, 15 augusti 1997
- Gefangenenaustausch. Erinnerungen an die Glienicker Brücke. I: Frankfurter Allgemeine Zeitung, 29 januari 2004
- Spionernas bro, amerikansk-tysk spelfilm från 2015, regi: Steven Spielberg, huvudroll: Tom Hanks